# Tanicita
I taniciti sono delle cellule gliali localizzate in alcune zone del cervello che sono prive della barriera ematoencefalica, rispettivamente nell’ipotalamo e negli organi circumventricolari (CVO). 
Sono divisi in 4 sottotipi principali: α-1,α-2, β-1 e β-2

## Funzioni
Svolgono diverse funzioni all'interno dell'organismo:
- regolazione del bilancio energetico[4]. Sono sensibili alle concentrazioni di glucosio in circolo e sono correlati alla sensazione di fame[4].
- regolazione ormonale. Trascrivono e Traducono un enzima noto come D2 (deiodinasi di tipo II)[5] che converte l'ormone tiroideo T4 (Tiroxina) nell'ormone T3 (triiodiotironina)[6].

## Caratteristiche
Inoltre presentano alcune peculiari caratteristiche:
- sono sensibili al fotoperiodo. Nel criceto siberiano è stato dimostrato che sono in grado di effettuare una down regulation della proteina legante l'acido retinoico (CRBP-1), un recettore orfano accoppiato a proteine G (GPR-50) e la nestina (proteina appartenente alla classe dei filamenti intermedi) durante periodi in cui la durata del giorno è breve "short-day photoperiod"[7].
- Sono legati tra di loro attraverso giunzioni strette "tight junctions", in particolare: occludina, ZO-1, claudina 1 e 5[8]. Queste molecole si organizzano formando una cintura che unisce i corpi cellulari dei taniciti che occupano la posizione ventrale del terzo ventricolo. Sorprendentemente i taniciti nella periferia del nucleo arcuato non esprimono claudina 1 ed hanno un'alterata espressione nei pattern che riguardano occludina, ZO-1, e claudina 5. Tale differenza nell'espressione di queste proteine porta ad una differente permeabilità delle due zone[8].